# Hassi Mameche
Pour les articles homonymes, voir Hassi.
Hassi Mameche est une commune de la wilaya de Mostaganem en Algérie, nommée Rivoli pendant la période française.

## Histoire

### Époque Ottomane:1515 -1830
Ce lieu a connu, de près ou de loin, toutes occupations de l’Algérie. Depuis le 14e siècle, la tribu des Hassaïna et les Ouled Malef, fractions des Medjahers sont présents dans la région immédiate. La région, dès cette époque, allait être mêlée activement aux luttes qui mirent aux prises Espagnols, autochtones et Turcs. Au 16e  siècle, Mostaganem, véritable place forte, a servi de base pour préparer les sièges destinés à chasser d’Oran les Espagnols ; elle passe aux mains des Turcs en 1558 et fut alors agrandie et fortifiée par Kheir ed-Din.

### Époque française: 1830 - 1962
Rivoli : Colonie agricole créée en vertu du décret du 19 septembre 1848, par des familles venues de Paris avec le troisième convoi.
Elle est définitivement constituée sous le nom de Rivoli par décret présidentiel du 11 février 1851 et érigée en Commune de plein exercice par décret du 31 décembre 1856.
Jusqu'en 1869, le village a été le chef-lieu d'une commune ayant comme annexes Aïn Nouïssy et la Stidia. La commune est rattachée au département de Mostaganem en 1956.

### Époque de l'Algérie indépendante
En 1962, après l'indépendance de l'Algérie, la commune prend le nom de Hassi Mameche. Le nom Mammech pourrait être une déformation du patronyme romain Memmius.

## Démographie
Selon le recensement général de la population et de l'habitat de 2008, la population de la commune de Hassi Mameche est évaluée à 28 790 habitants contre 21 778 en 1998.

## Personnalités
- Paul Saurin (1903-1983), né à Rivoli et ancien maire de Rivoli